# E se vivessimo tutti insieme?
E se vivessimo tutti insieme? è un film del 2011 scritto e diretto da Stéphane Robelin. In Italia è uscito il 29 novembre 2012.

## Trama
Cinque amici di lunga data, due coppie ed un single, tutti oltre la settantina, soffrono di diversi problemi, ma vogliono evitare di finire in un ospizio per anziani.
Claude è amante del sesso e delle donne, ma soffre di problemi cardiaci; Jean ha una visione di vita basata sul collettivismo e sul socialismo; Albert soffre di problemi di memoria e scrive le cose più importanti sul suo diario; Annie e Jeanne sono le mogli rispettivamente di Jean ed Albert, ma hanno entrambe un passato di relazioni con Claude.
Insieme decidono di trasferirsi tutti quanti alla casa di Annie, un'ottima soluzione per tutti. Ai cinque anziani si aggrega un giovane ragazzo tedesco, Dirk, studente di etnologia, che viene invitato ad aggiungersi al gruppo per poterlo studiare meglio.